# Choroba złośliwa

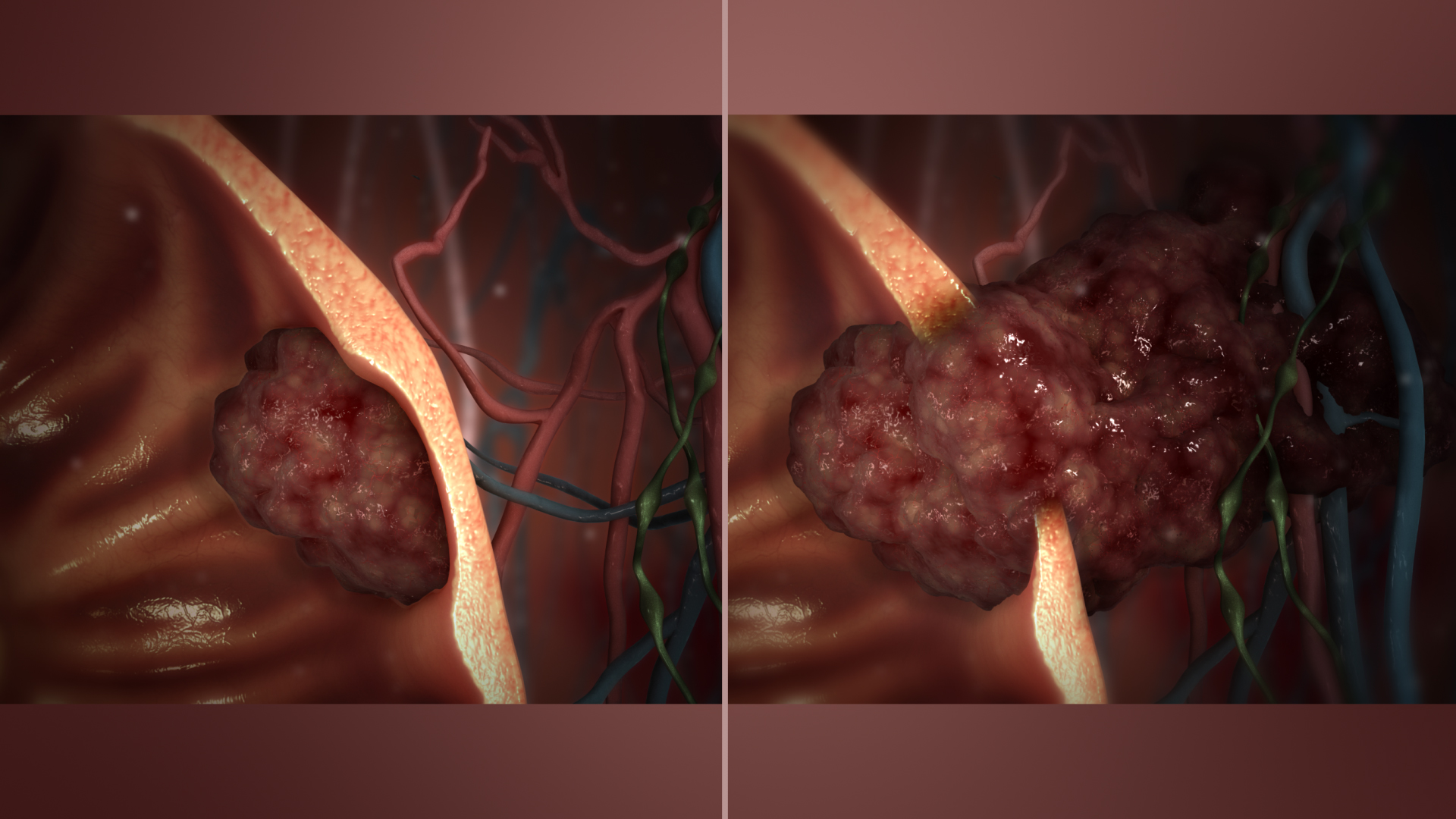
Guz złośliwy (R) rozprzestrzenia się w sposób niekontrolowany i atakuje otaczające tkanki, w przeciwieństwie do guza łagodnego (L), który pozostaje niezależny od sąsiedniej tkanki

Choroba złośliwa, złośliwość choroby (łac. morbus malignum, malignitas morbi) – w historycznym ujęciu oznaczało schorzenie, które nieubłaganie prowadziło do śmierci, np.: niedokrwistość złośliwa (łac. anaemia pernicosa, ang. pernicous anemia), nadciśnienie złośliwe Fahra (łac. hypertensio arterialis maligna, ang. malignant hypertension), ponarkozowa gorączka złośliwa (łac. hyperthermia maligna, ang. malignant hyperthermia), choroba Degosa i Kohlmeiera, tj. odmiana zapalenia zakrzepowego małych naczyń (łac. papulosis maligna atrophica, ang. malignant atrophic papulosis), płonica złośliwa (ang. malignant scarlet fever), krosta złośliwa w wągliku (łac. pustula maligna) i inne.
W wielu wypadkach, w miarę postępu medycyny, uzasadnienie nazwania choroby „złośliwą” uległo dezaktualizacji. Przykładowo, w przypadku niedokrwistości złośliwej, odkrycie mechanizmów wchłaniania witaminy B12 spowodowało, że (przy prawidłowym i nieprzerwanym leczeniu, bo nadal nie można jej wyleczyć) choroba ta nie stanowi zagrożenia życia. Obecnie pojęcie „złośliwości” choroby zachowało się właściwie jedynie w odniesieniu do nowotworów, choć i w tym użyciu, często traci swoje pierwotne znaczenie, gdyż wiele przypadków nowotworów złośliwych można skutecznie wyleczyć.
W odniesieniu do chorób nowotworowych pojęcie „złośliwości” jest rozpatrywane w następujących kategoriach:
- biologicznej – zdolności nowotworu do powodowania przerzutów,

a także:
- histologicznej/cytologicznej – oszacowania tej zdolności oraz dynamiki rozwoju guza na podstawie budowy mikroskopowej
- klinicznej – polegającej na ocenie zagrożenia śmiercią wywołanymi skutkami wzrostu guza, a związanym z jego umiejscowieniem, czynnością wydzielniczą (hormonalną), uszkodzeniem sąsiadujących struktur oraz możliwościami leczenia (dostępność chirurgiczna, promieniowrażliwość, etc.)

Zasadniczym kryterium złośliwości nowotworu jest złośliwość biologiczna, ale jest to kryterium ex post (które można ustalić dopiero po pojawieniu się przerzutu). Kryteria histopatologiczno-cytologiczne (stopień odróżnicowania, ploidia i wiele innych), są kryteriami wtórnymi, zebranymi empirycznie w odniesieniu do poszczególnych typów guzów i pomocnymi w przewidywaniu własności biologicznych danego nowotworu (tj. jego dynamiki przerzutowania).